# Codice PUK
Il personal unblocking code (PUC) o personal unblocking key (PUK) è un codice usato nei telefoni cellulari GSM e in alcune smart card per sbloccare un dispositivo precedentemente bloccato. Si trova generalmente sul retro della confezione della scheda SIM.
È principalmente utilizzato nel settore della telefonia, nel quale le SIM card dei telefoni cellulari sono protetti da codice PIN per prevenirne l'uso non autorizzato da parte di qualcuno che non è il proprietario del telefono. Se viene inserito un codice PIN errato per 3 volte consecutive la SIM si blocca parzialmente impedendo al telefono di entrare nella rete, ed è necessario inserire il codice PUK per riprendere a utilizzare il telefono. Esso è fornito dall'operatore di rete, non è modificabile dall'utente ed è generalmente composto da 8 cifre. Se si immette per 10 volte consecutive un codice PUK errato, la SIM card viene bloccata completamente e per poter utilizzare di nuovo il telefono è necessario richiedere una nuova SIM card, la quale avrà PIN e PUK diversi dalla precedente.

## Recuperare il codice PUK
Il codice PUK viene fornito insieme alla carta SIM, riportato sul retro della sua confezione, ma può essere reperito anche contattando il servizio clienti dell'operatore della scheda SIM. Tale operazione è spesso effettuabile telefonicamente oppure accedendo all'area clienti personale tramite browser web o con l'app fornita dal gestore.